# Cinnamodendron venezuelense
Cinnamodendron venezuelense är en tvåhjärtbladig växtart som beskrevs av Julian Alfred Steyermark. Cinnamodendron venezuelense ingår i släktet Cinnamodendron och familjen Canellaceae. Inga underarter finns listade.